# دينت دي برينليري
دينت دي برينليري (بالإنجليزية: Dent de Brenleire)‏ هو أحد جبال سلسلة جبال الألب البرنية وجزء من القمة الأم فانيل نوير يقع في كانتون فريبورغ، سويسرا. يبلغ ارتفاع الجبل حوالي 2353 متر، بينما يبلغ ارتفاع نتوء الجبل 274 متر.